# Amurparadismonark
Amurparadismonark (Terpsiphone incei) är en nyligen urskiljd asiatisk fågelart i familjen monarker inom ordningen tättingar.

## Kännetecken

### Utseende
Amurparadismonarken är en 20-22 cm lång fågel med tofsförsett mörkt huvud, kontrasterande blågrå ring kring ögat, en rätt lång och kraftig blågrå näbb. Hanen är uppseendeväckande med 30 cm förlängda centrala stjärtfjädrar och glansigt svart huvud. Den förekommer i två färgvarianter. Den ena har brun ovansida och stjärt, gråvitt i nacken och på bröstet, vit buk och undergump, svartvita teckningar i vingen. Den andra är nästan helvit med mörka centra på vingfjädrarna och spolstreck på stjärtpennorna. Hona och ung hane saknar de förlängda stjärtfjädrarna men är i övrigt lik hanens bruna form. Den är dock mattare med kortare tofs.
Amurparadismonarken är mycket lik både indisk paradismonark (T. paradisi) och sydöstasiatisk paradismonark (T. affinis) och fram tills nyligen behandlades alla tre som en och samma art (se nedan). Den skiljer sig dock något, från båda genom mindre näbb och kortare tofs. Vidare är den mörkare kastanjebrun på ovansidan snarare än rostbrun hos hona och hanens bruna form samt svart snarare än grå på strupen hos honan (vilket ger intrycket av en svart huva). Sydostasiatisk paradismonark är vidare mörkare beige på buk och undergump samt har hos honan mycket längre stjärt.

### Läten
Sången består av en djup och flöjtande, fallande fras. Bland lätena hörs nasala, hårda och abrupta "dzh-zee dzh-zee" och ljudliga "chee-tew".

## Utbredning och systematik
Amurparadismonarken häckar från centrala till nordöstra Kina, i sydöstra Ryssland och i Nordkorea och flyttar vintertid till Sydostasien. Den behandlas som monotypisk, det vill säga att den inte delas in i några underarter.

### Artstatus
Tidigare behandlades både amurparadismonark och sydöstasiatisk paradismonark (Terpsiphone affinis) vara en del av Terpsiphone paradisi, då under det svenska trivialnamnet asiatisk paradismonark eller asiatisk paradisflugsnappare. Studier visar dock att de skiljer sig tydligt åt genetiskt, så pass att de inte är varandras närmaste släktingar. Amurparadismonarken systerart till japansk paradismonark och dessa två systergrupp till affinis. Indisk paradismonark, paradisi i begränsad mening, är mycket mer avlägset släkt och istället systerart till de afrikanska medlemmarna av släktet.

## Levnadssätt
Amurparadismonarken häckar i högvuxen blandskog och i städsegrön lövskog. Den lever huvudsakligen av små bevingade insekter som den fångar i flykten. Fågeln häckar mellan maj och juli. Både hanen och honan hjälps åt att bygga boet, en prydlig konformad skål av gräs, växtfibrer, smårötter och löv. Däri lägger den tre till fyra ägg.

## Status och hot
Arten har ett stort utbredningsområde och en stor population med stabil utveckling och tros inte vara utsatt för något substantiellt hot. Utifrån dessa kriterier kategoriserar internationella naturvårdsunionen IUCN arten som livskraftig (LC).

## Namn
Fågelns vetenskapliga artnamn hedrar John Matthew Robert Ince (?1812-1850), kommendör i Royal Navy och samlare av specimen i Australien, Nya Guinea och Kina.